# Percy Daggs
Percy Daggs (ur. 20 lipca 1982 w Long Beach) – amerykański aktor.

## Filmografia

### Filmy
- 2001: Blue Hill Avenue jako młody Money
- 2008: Syn Ameryki (American Son) jako Shawn
- 2011: Szkolna jatka (Detention) jako Jock Kid
- 2012: In the Hive jako Rack Robinson
- 2013: Murder101 jako Carlyle
- 2014: Weronica Mars (Veronica Mars) jako Wallace Fennel
- 2016: Restored Me jako Raymond
- 2019: Christmas in Louisiana jako Luke Abshire
- 2021: Delicate State jako Percy/agent
- 2023: Infraction jako Terrance Lewis (krótkometrażowy)

### Seriale
- 1998: Dzień jak dzień (Any Day Now) (gościnnie)
- 1998: To Have & to Hold jako Jimmy (gościnnie)
- 2000: Luzaki i kujony (Freaks and Geeks) jako Mathlete (gościnnie)
- 2000: Pod koszem (Hang Time) jako Tray (gościnnie)
- 2001: Szał na Amandę (The Amanda Show) (gościnnie)
- 2002: The Nightmare Room jako nauczyciel historii (głos)
- 2002: Sprawy rodzinne (Family Law) jako Kordell (gościnnie)
- 2002: Nowojorscy gliniarze (NYPD Blue) jako Kevin Hodges (gościnnie)
- 2002-2003: Boston Public jako Rob (gościnnie)
- 2003: Obrońca (The Guardian) jako Antoine Sanders (gościnnie)
- 2004: Weronika Mars (Veronica Mars) jako Wallace Fennel
- 2008: Bez powrotu (In Plain Sight) jako Lawrence (gościnnie)
- 2008: Raising the Bar jako Terrence Fletcher (gościnnie)
- 2011: Gliniarze z Southland (Southland) jako Wendell Watkins (gościnnie)
- 2014: Play It Again, Dick jako Wallace Fennel/Percy Daggs III/Percy Daggs (gościnnie)
- 2015: iZombie jako Sean Taylor (gościnnie)
- 2015-2017: The New Adventures of Peter and Wendy jako Jas Hook
- 2019: Poplątana (Undone) jako tata Cassie (gościnnie)
- 2022: Tab Time jako dr Helpie Helpsalot (gościnnie)